# 中性子星 (短編集)
『中性子星』（原題：Neutron Star）は、1968年4月に出版されたアメリカの作家ラリイ・ニーヴンによるSF小説の短編集。 個々のストーリーはフレデリック・ポールによる編集のもとで、1966年から1967年のイフ誌およびギャラクシー・サイエンス・フィクション誌に掲載された。 

## 評価
アルジス・バドリスはこの短編集を高く評価し、「品質がファッションよりも上にある」という証拠であると述べている。